# Grosso (Italia)
Grosso (Gròss in piemontese) è un comune italiano di 993 abitanti della città metropolitana di Torino in Piemonte.

## Storia

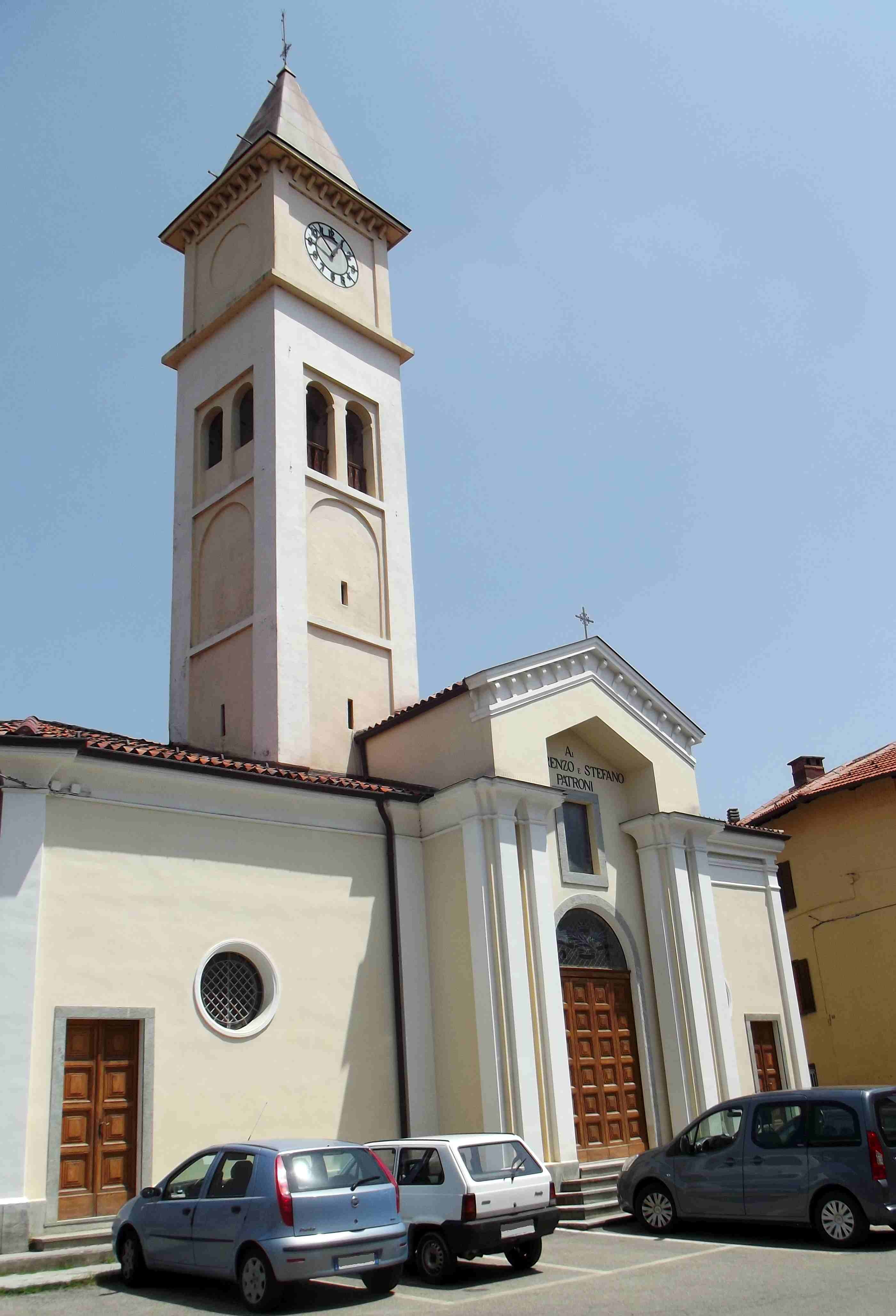
La chiesa parrocchiale

La fondazione di Grosso si colloca nel tardo Medioevo: il primo documento storico che nomina la parrocchia di Grosso è del 1209. Sui territori paludosi della sponda sinistra della Stura di Lanzo vennero edificati quattro ricetti: Nole, Villanova, Liràmo e Grosso. Il ricetto è una struttura difensiva medievale, tipica della parte orientale del Piemonte.
Le terre che, a causa di naturali cambiamenti climatici, divennero molto fertili, vennero concesse a vassalli imparentati con i marchesi del Monferrato. È probabile che, non solo i signori, ma anche i primi coloni, provenissero dal basso Monferrato o dal Vercellese, per alcune peculiarità della parlata locale. Insieme col ricetto, venne edificata una casa padronale, impropriamente chiamata "castello": di ambedue le costruzioni, rimangono alcuni tratti della cinta muraria originale. Della stessa epoca è anche la fondazione della chiesa parrocchiale, dedicata a san Lorenzo: nonostante numerosi rimaneggiamenti e ampliamenti — a partire dal 1719 — che ne hanno resa poco leggibile la struttura e la storia, la navata centrale è ancora quella della sua fondazione duecentesca. Dopo l'incendio (1326) del ricetto di Liràmo, alla parrocchia di Grosso furono assegnate anche quelle terre: la chiesa parrocchiale prese quindi il titolo di "Santi Lorenzo e Stefano" (essendo Stefano il patrono di Liràmo).
Sul territorio di Grosso insiste anche un'altra piccola chiesa, di almeno cento anni precedente la parrocchiale: è la chiesa di San Ferreolo, di fondazione benedettina. Essa fa parte di una sorta di camminamento, che dall'abbazia di San Mauro, alle foci dello Stura di Lanzo, porta fino all'imbocco delle valli, ai margini dunque della pianura fluviale dello Stura: questo cammino, allora in terre semipaludose, consentiva ai monaci benedettini sanmauresi di recarsi nelle valli, per evangelizzare le popolazioni indigene. In San Ferreolo (l'intitolazione al santo francese è trecentesca) sono stati riscoperti, negli anni settanta, pregevoli affreschi, che gli studiosi hanno fatto risalire alla scuola svizzera di Reichenau.
Verso la metà del XVII secolo, la Signorìa di Grosso venne acquistata dal conte Francesco Armano (o Armani), medico di Cirié di origine umbra. Questi fece demolire l'antico "castello", conservando solo la cappella gentilizia, ove sostò, durante almeno una delle sue due traslazioni cinquecentesche da Chambéry a Torino, la Sacra Sindone, alla quale la cappella è dedicata. In luogo dell'antica casaforte, l'Armano fece edificare una tipica dimora seicentesca, luogo di soggiorno e di svago. Ad affrescare riccamente le sale del palazzo, che domina la piazza principale, intervennero i Maestri Campionesi: rarissima testimonianza, nel Piemonte occidentale, della loro opera. Memore forse di qualche trascorso mantovano, fece anche approntare una Sala delle Muse, destinata a esecuzioni di teatro musicale. Il palazzo Armano è di proprietà privata; dopo decenni d'incuria, è stato recentemente restaurato.

### Simboli
Lo stemma comunale si può blasonare inquartato d'oro e di rosso; al capo d'azzurro, al toro furioso nascente.
Riprende l'emblema degli ultimi feudatari, gli Armano di Cirié, conti di Grosso e Villanova di Mathi (inquartato d'oro e di rosso; sul tutto d'argento, alla pianta di canapa di verde). Il capo è un evidente richiamo al capoluogo Torino.

## Monumenti e luoghi d'interesse

### Castello di Grosso
Il castello è il risultato dell'opera di ricostruzione portata avanti nel 1655 dai fratelli Giovanni, Giacomo e Bernardino Armano, conti di Grosso e Villanova, di un più antico castello medievale ormai in rovina. La ricostruzione non solo riaffermò il dominio della famiglia sulla località, ma portò anche alla costruzione della cappella gentilizia dedicata alla Sacra Sindone, come attestato da una lapide conservata all'interno della cappella stessa

## Società

### Evoluzione demografica
Abitanti censiti

## Economia
L'economia del paese, che, fino alla metà del XIX secolo, era stata prettamente agricola, conosce proprio in quegli anni una svolta determinante. Si racconta che sia stato il parroco dell'epoca, don Pietro Mellica, ad insegnare ai grossesi l'arte di fabbricare sedie e tavoli.
 
A tutt'oggi, l'economia di Grosso si regge sulla produzione di mobilio artigianale, frutto del lavoro di numerose botteghe, pressoché tutte a conduzione familiare. Quest'attività ha raggiunto il suo culmine tra gli anni cinquanta e sessanta del XX secolo, portando il piccolo comune a raggiungere fama nazionale. 
Da questa radice artigianale è nata, per inciso, la Gufram, un'azienda con sede attualmente a Barolo, che a partire dagli anni sessanta ha avuto un ruolo significativo nell'evoluzione del design legato all'arredamento ed i cui migliori esempi sono ospitati in numerosi musei di arte contemporanea del mondo.

## Amministrazione

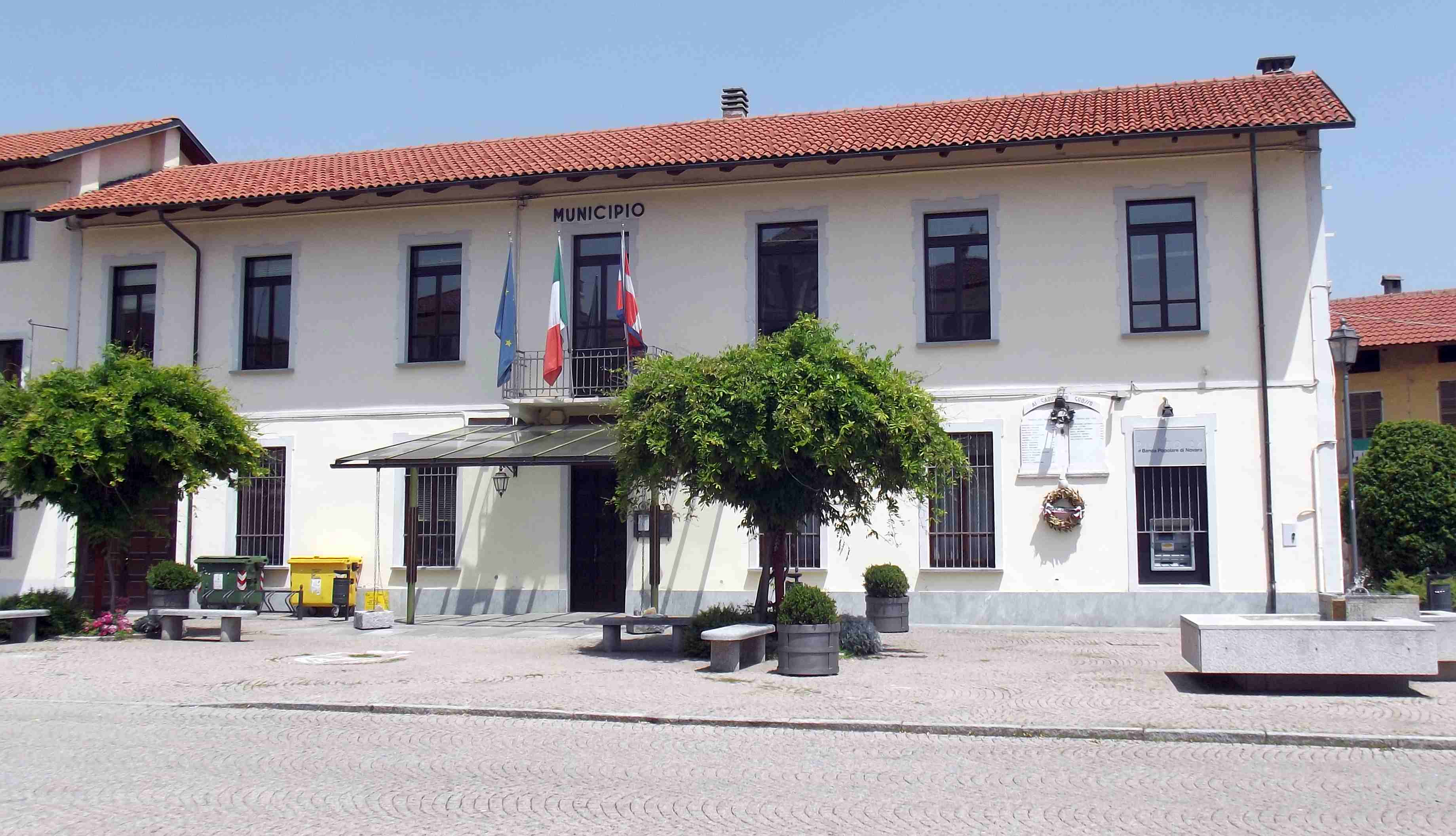
Il municipio

| Periodo | Periodo | Primo cittadino  | Partito                            | Carica  | Note        |
| ------- | ------- | ---------------- | ---------------------------------- | ------- | ----------- |
| 2004    | 2009    | Carlo Giachetti  | lista civica                       | Sindaco |             |
| 2009    | 2014    | Lorenzo Spingore | lista civica                       | Sindaco |             |
| 2014    | 2019    | Lorenzo Spingore | lista civica Rinnovamento grossese | Sindaco | II mandato  |
| 2014    | 2019    | Lorenzo Spingore | lista civica Rinnovamento grossese | Sindaco | III mandato |